# Nephthea cervispiculosa
Nephthea cervispiculosa is een zachte koraalsoort uit de familie Nephtheidae. De koraalsoort komt uit het geslacht Nephthea. Nephthea cervispiculosa werd in 1931 voor het eerst wetenschappelijk beschreven door Thomson & Dean. 